# Gerald Humel

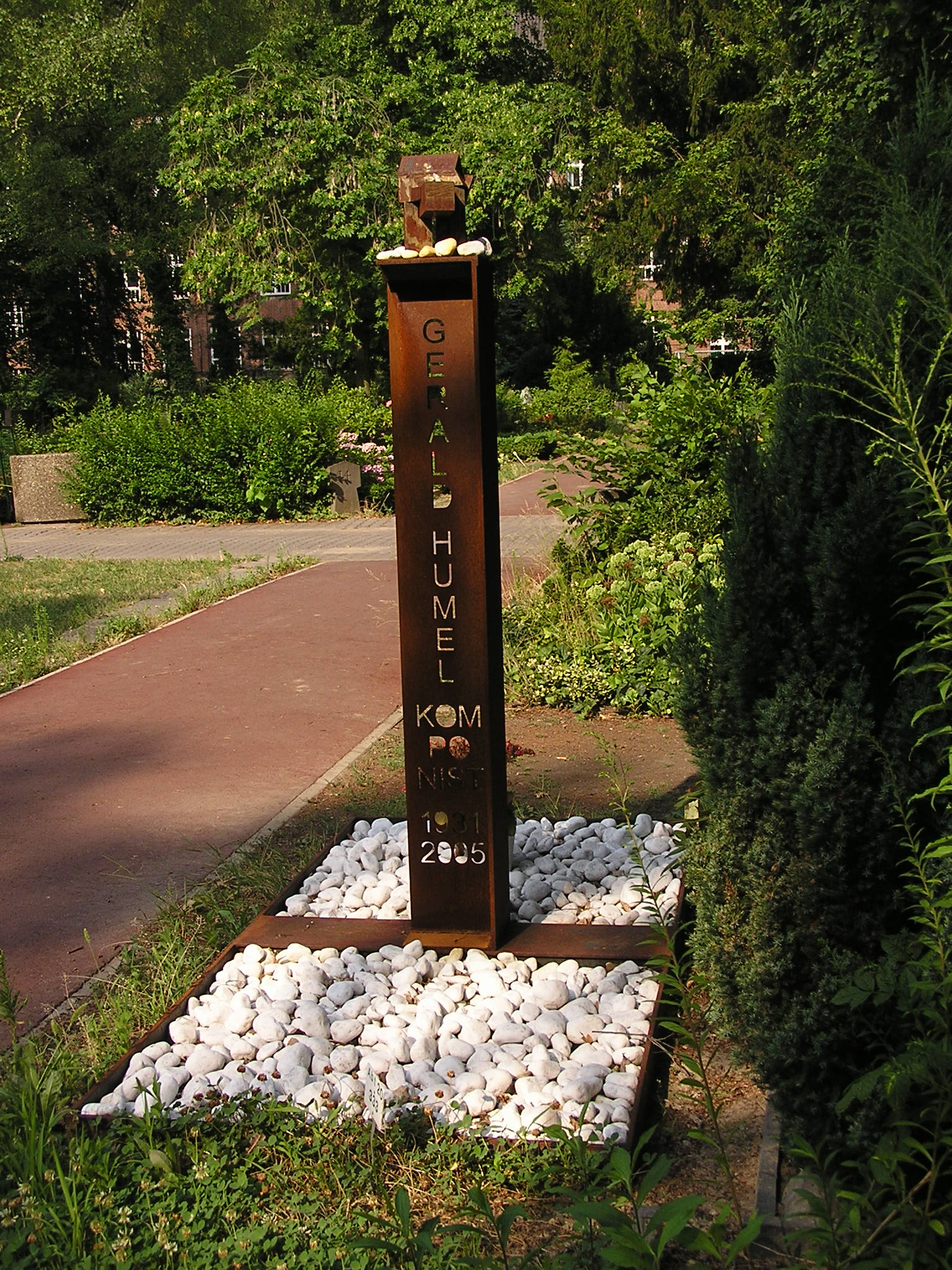
Grab von Gerald Humel

Gerald Humel (* 7. November 1931 in Cleveland, Ohio; † 13. Mai 2005 in Berlin) war ein amerikanischer Komponist tschechischer Herkunft.

## Leben
Humel wurde als Sohn tschechischer Eltern geboren. Seit 1961 lebte er in Deutschland und verbrachte sein kompositorisches Leben in Berlin. Bedeutung erlangte Gerald Humel unter anderem, als er 1965 zusammen mit seinen Freunden und Kollegen Karl Heinz Wahren, Wilhelm Dieter Siebert, Roland Pfrengle und Jolyon Brettingham-Smith die „Gruppe Neue Musik Berlin“ gründete. Von 1980 bis 1993 war er Mitglied der „Akademie der Künste, Berlin (West)“ in der Sektion Musik.
Von 1993 bis zu seinem Tod war er  Mitglied der aus der „Akademie der Künste, Berlin (West)“ und der „Deutschen Akademie der Künste Berlin (Ost)“ hervorgegangenen „Akademie der Künste, Berlin“.
Humel wurde auf dem Städtischen Friedhof Stubenrauchstraße in Berlin-Friedenau beigesetzt. Seine Grabstele ist ein Werk des Bildhauers Georg Seibert.

## Werke
Oper:
- Heinrichs Fieber. Eine Kleist-Vision. Libretto von Thomas Höft. Uraufführung 1994 bei den Kleist-Festtagen in Frankfurt (Oder)

Ballett:
- Erste Liebe, 1965
- Herodias, 1966
- Die Folterungen der Beatrice Cenci, 1971
- Lilith, 1972
- Othello und Desdemona, 1974
- Zwei Giraffen tanzen Tango, 1979/80
- Circe und Odysseus, 1992/93

## Auszeichnungen
- Award of the National Institute of Arts and Letters (1965)
- Berliner Kritikerpreis (1967)
- Kunstpreis Berlin (1973)